# Comuna Lozuvatka, Krîvîi Rih
Lozuvatka (în ucraineană Лозуватка) este o comună în raionul Krîvîi Rih, regiunea Dnipropetrovsk, Ucraina, formată din satele Bazarove, Lozuvatka (reședința), Mareanivka, Novohannivka și Raievo-Oleksandrivka.

## Demografie
Componența lingvistică a satului Lozuvatka
     Ucraineană (93,83%)
     Rusă (5,54%)
     Alte limbi (0,15%)
Conform recensământului din 2001, majoritatea populației satului Lozuvatka era vorbitoare de ucraineană (93,83%), existând în minoritate și vorbitori de rusă (5,54%).